# Shaku (bastó ritual)
|  | Aquest article tracta sobre un bastó ritual (笏). Si cerqueu una unitat de mesura japonesa (尺), vegeu «shaku». |

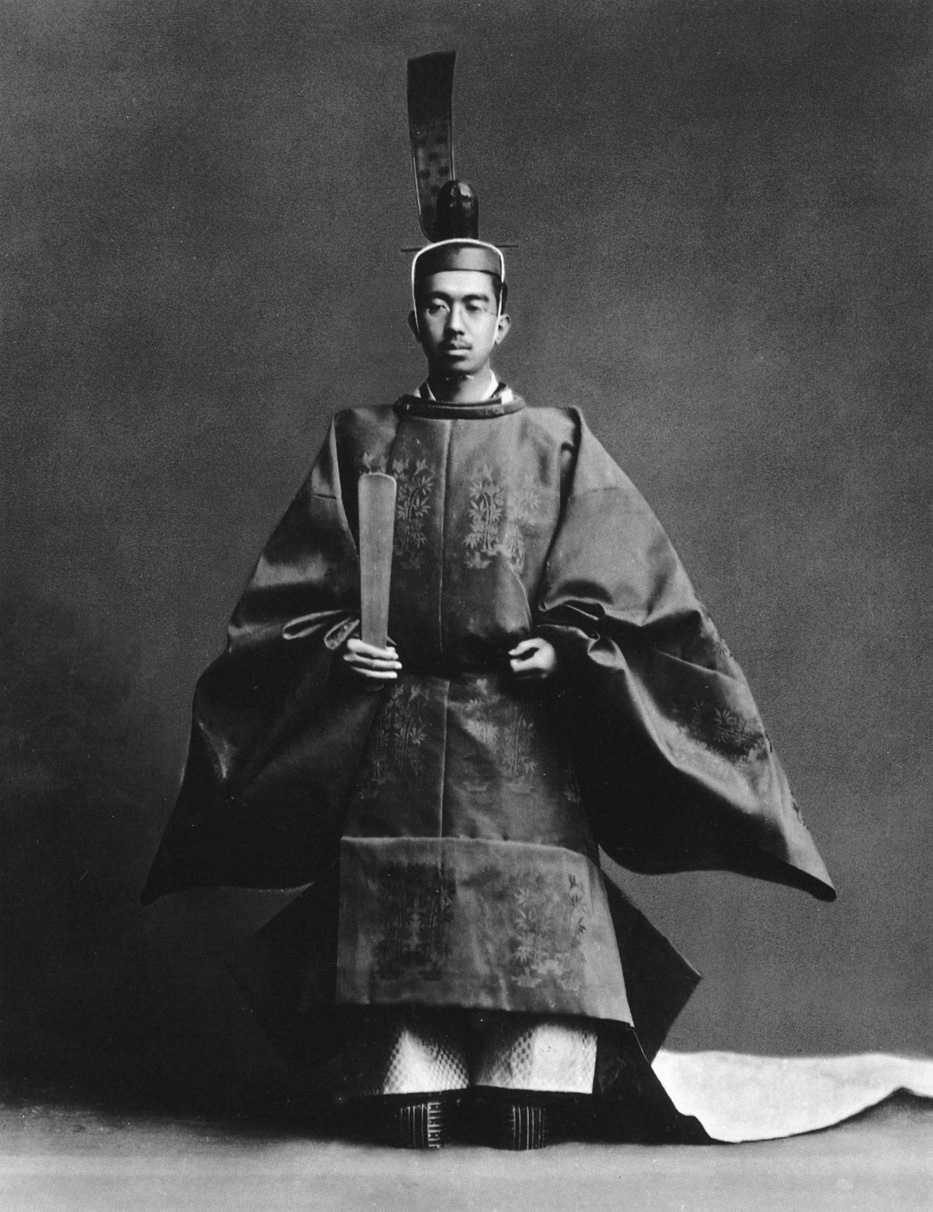
Emperador Showa portant un sokutai i sostenint un shaku

Shaku (en japonès, 笏 / しゃく) o Hu (en xinès, 笏) és un bastó ritual o ceptre pla d'origen xinès, que s'utilitza al Japó i també actualment o històricament a la Xina, Corea, Vietnam i a les Illes Ryūkyū.
L'hu va ser usat originalment a la cort per prendre notes i normalment era de bambú o de paper. Els funcionaris podien escriure les notes a l'hu abans de l'audiència i registrar les instruccions de l'Emperador durant l'audiència. De la mateixa manera, l'emperador podia usar-lo per llegir les notes durant les cerimònies. Finalment es va convertir en una eina ritual. També es va fer habitual que els funcionaris es fiquessin el seu hu a la boca quan parlaven amb l'emperador.
L'hu estava fet de material diferent segons el rang del titular: els sobirans utilitzaven el jade (similar, però no el mateix que el ceptre cerimonial de jade (圭, gui)), els nobles usaven el vori, i els funcionaris judicials usaven bambú. El shaku japonès sol estar fet de fusta com el teix japonès, el grèvol, el cirerer, el sakaki o el cedre japonès.
També es va convertir en un instrument religiós en el taoisme i el xintoisme. El déu budista Yama, jutge del món subterrani, es representa sovint amb l'hu. L'hu o shaku es veu sovint en retrats de mandarins xinesos, shōguns japonesos, emperadors i nobles, però actualment és utilitzat principalment per sacerdots taoistes i sacerdots xintoistes (el kannushi).

## Ús a la Xina
L'ús de l'hu com un bastó ritual es va originar a l'antiga Xina, on el Clàssic dels Ritus va exigir que un hu tingués una longitud de dos chi (尺) i sis cun (寸), i que la part mitjana tingués una amplada de tres cun (笏長二尺六寸，中宽三寸。).
A la Xina, era costum mantenir l'hu amb el final ample i l'extrem estret. Això és tot el contrari de la pràctica japonesa.
A partir de la dinastia Jin, amb la proliferació de paper, l'hu es va convertir en un instrument cerimonial.
Durant la dinastia Tang, l'etiqueta de la cort requeria que els empleats portessin l'hu en els cinturons quan anaven muntats sobre els cavalls. El canceller comptava amb un bastidor per l'hu que estava instal·lat al palau; després d'una audiència, l'hu es deixava al bastidor. Els oficials menors tenien bosses d'hu, que tenien els seus assistents. Durant la dinastia Tang primerenca, els hu dels mandarins del cinquè rang o superior eren de vori, mentre que els de menor rang eren de fusta. Posteriorment, es van elaborar les regles per exigir que els hu utilitzats pels mandarins del tercer rang o superior fossin corbs a la part del davant i rectes a la part del darrere, mentre que els del quart i cinquè rang fossin corbs a la part del davant i inclinats a la part del darrere. Els hu usats per mandarins de sisè rang i inferior eren de bambú i estaven inclinats en la part superior i eren quadrats a la part inferior.
A la dinastia Ming, els hu dels mandarins de quart rang o superior eren de vori, mentre que els de cinquè rang o inferior eren de fusta.
L'hu va desaparéixer durant la dinastia Qing. La major deferència cerimonial exigida pels emperadors Qing va significar que els funcionaris havien de saludar l'emperador per mitjà del kowtow (postració de genolls i inclinar el cap fins a tocar a terra), cosa que no era pràctic portar l'hu a l'audiència.

## Ús al Japó
La lectura estàndard en japonès per al caràcter 笏 (shaku) és «kotsu», però aquesta també és una de les lectures per a 骨 (os) i, per tant, s'evita evitar la mala sort. La pronunciació inusual del caràcter sembla derivar del fet que el bastó mesura aproximadament un shaku (una unitat de mesura antiga equivalent a 30,3 cm) de longitud.
Un shaku (笏) o teita (手板) és una bastó o un ceptre de 35 cm de llarg, sostingut verticalment a la mà dreta, i tradicionalment formava part del vestit formal del noble (el sokutai). Actualment és utilitzat principalment per sacerdots xintoistes durant l'exercici de les seves funcions, no només amb un sokutai, sinó amb altres tipus de roba formal com el jōe (浄衣)', el kariginu (狩 衣) i likan (衣冠). El shaku de l'emperador és més o menys quadrat en els dos extrems, mentre que el d'un noble o funcionari es arrodonit a la part superior i quadrat a la part inferior. Tots dos esdevenen progressivament estretes cap a la part inferior. El roure és considerat el millor, seguit (per aquest ordre), el grèvol, el cirerer, el sakaki i el cedre japonès.
Originalment, el shaku tenia una tira de paper adherida a la part posterior que contenia instruccions i memoranda per a la cerimònia o esdeveniment que es desenvoluparia, però més tard es va convertir en una implementació purament cerimonial per afegir solemnitat als rituals. Segons el Codi de Taihō, un conjunt de lleis administratives implementades l'any 701, els nobles del cinquè rang i superior havien d'usar un shaku de vori, mentre que els shaku dels nobles per sota del cinquè grau eren de roure, teix japonès, grèvol, cirerer, sakaki, cedre japonès o d'altres fustes. Però el vori era massa difícil d'obtenir i la llei va ser canviada. L'Engishiki (延喜式), un llibre de lleis i reglaments japonès escrit el 927, permet l'ús de tots els shaku de fusta sense acabar, llevat quan s'usava el reifuku (礼服), roba per a cerimònies especials.

## Galeria d'imatges

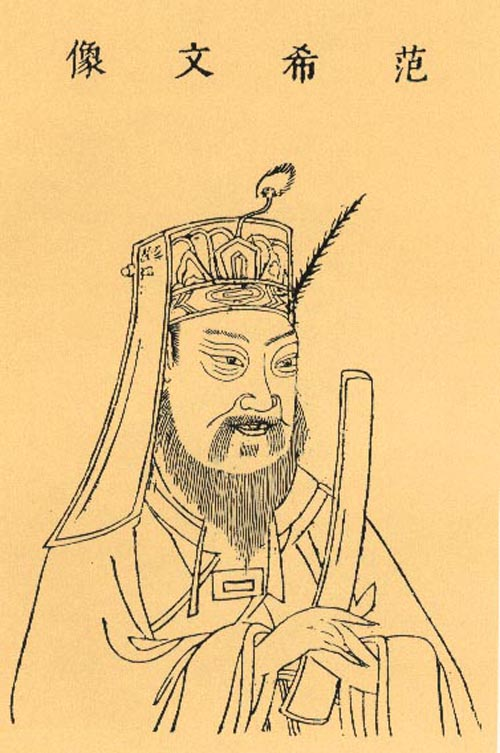
Fan Zhongyan, un canceller de la dinastia Song del Nord, sostenint un hu
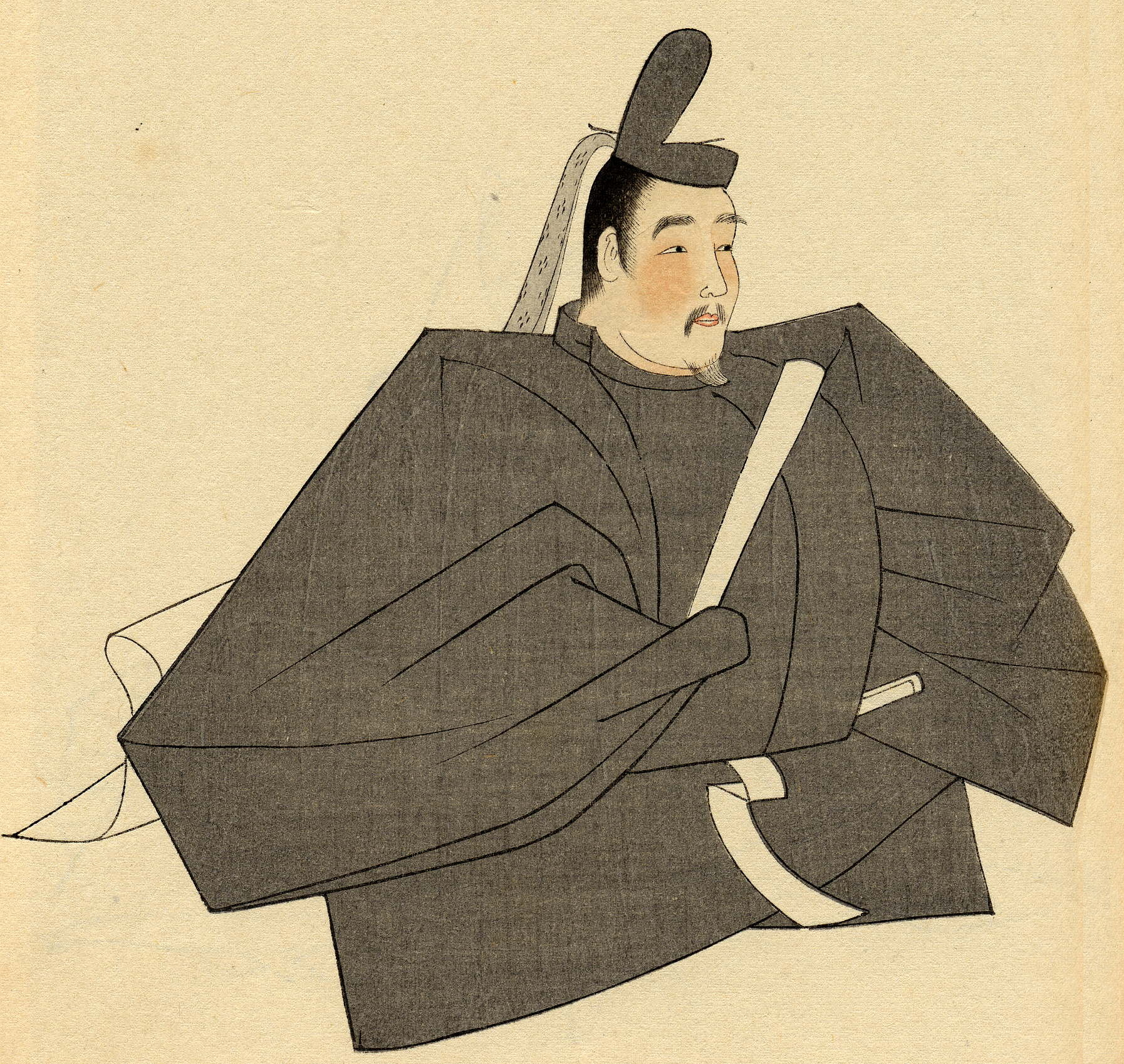
Shōgun Minamoto no Sanetomo, Japó
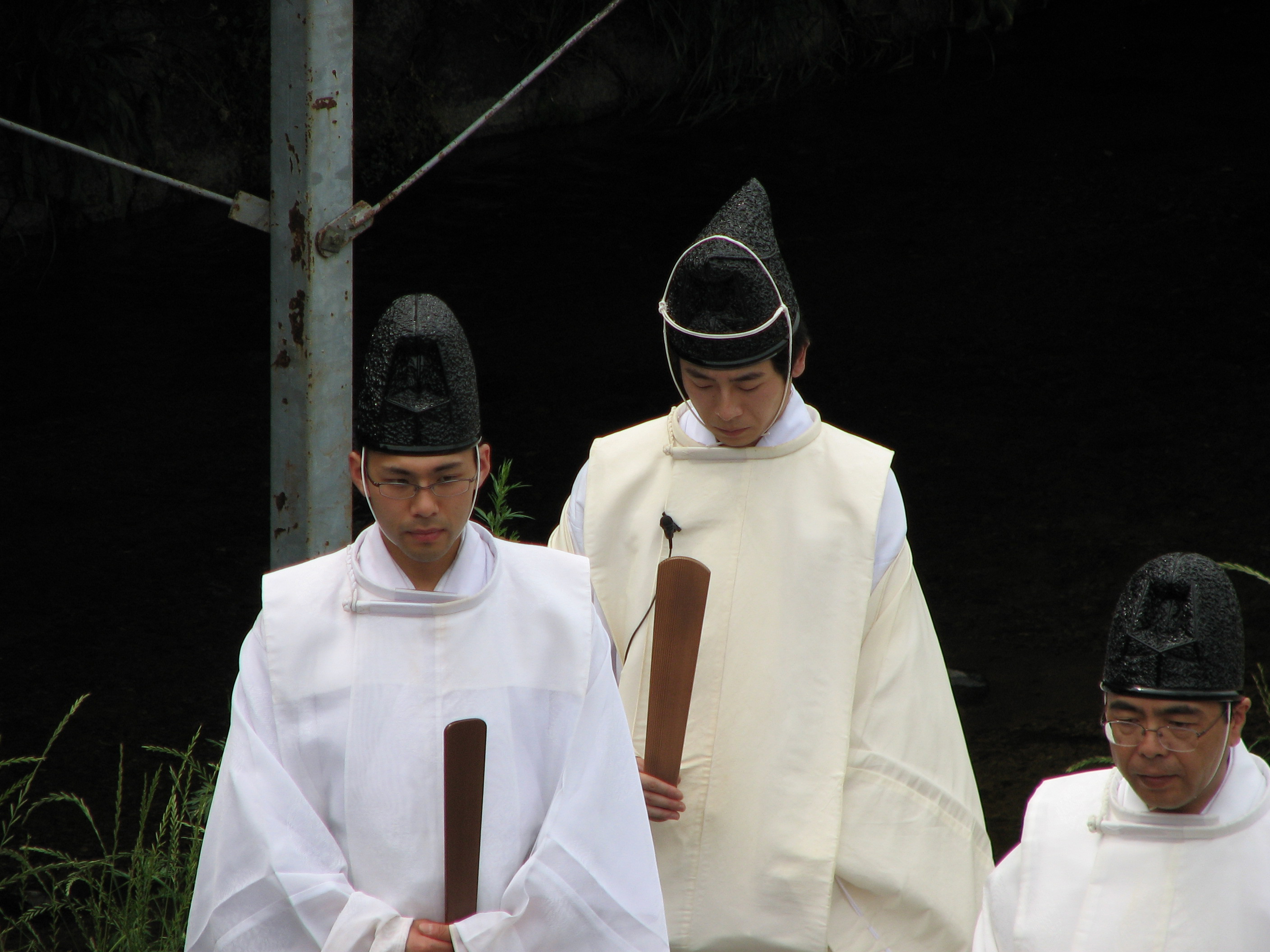
Dos kannushi a Kyoto, Japó
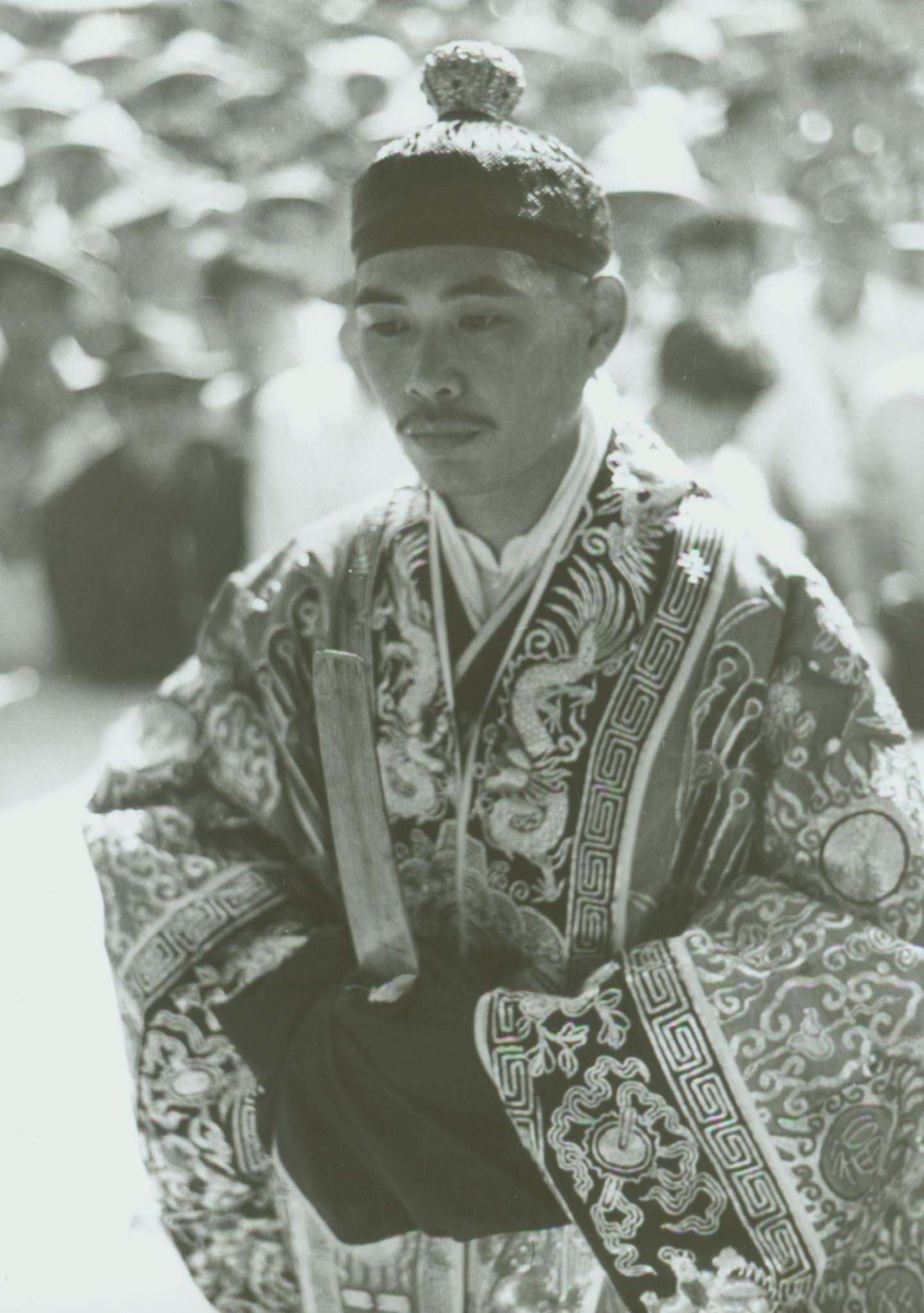
Un sacerdot taoista a Gangshan, Taiwan